# اللوتس (القاهرة الجديدة)
حي اللوتس يعتبر من أرقى الأحياء السكنية في مدينة القاهرة الجديدة .

## حدوده
تحده من الشرق الجنوبي المقر الرئيسى للجامعة الأمريكية بشارع 90 الجنوبي وتحدها من الشرق الشمالي مشروع القطامية داونز ويحدها من الشمال طريق النصر وشارع 100م المعروف بشارع النوادى حيث يضم العديد من النوادى الترفيهية مثل نادي القاهرة الجديدة ونادي بلاتينيوم ونادي وادي دجلة وفرع جديد للنادي الأهلي تحت الإنشاء بالإضافة إلى العديد من الكمبوندات مثل ماونتن فيو وفاونتن بارك وتحدها من الشمال الغربي الطريق الدائري الجديد المتصل بطريق مصر السويس الصحرواي ومدينتى ومدينة الشروق ومن الحد الغربي شارع 90 الشمالي.

## مكوناته
حي زهرة اللوتس مكون من اللوتس الشمالية واللوتس الجنوبية التي تتحتوي على عدد من الأراضي المميزة لبناء عمارات سكنية تطل على حدائق عامة وتتوسطها مناطق تجارية إدارية على مساحات شاسعة لبناء مولات تجارية ومكاتب إدارية ومشروعات خدمية، كما خصصت مساحة كبيرة من أراضي اللوتس لاستعمالات ترفيهية بالإضافة إلى مركز دولي للمؤتمرات وفندق ومستشفى مركزي
تم تسليم قطع آراضي اللوتس الجنوبية في نوفمبر 2010 وتم تسليم اللوتس تلانتلا لاتنلا الشمالية قى مايو 2011